# 歌仙歌合

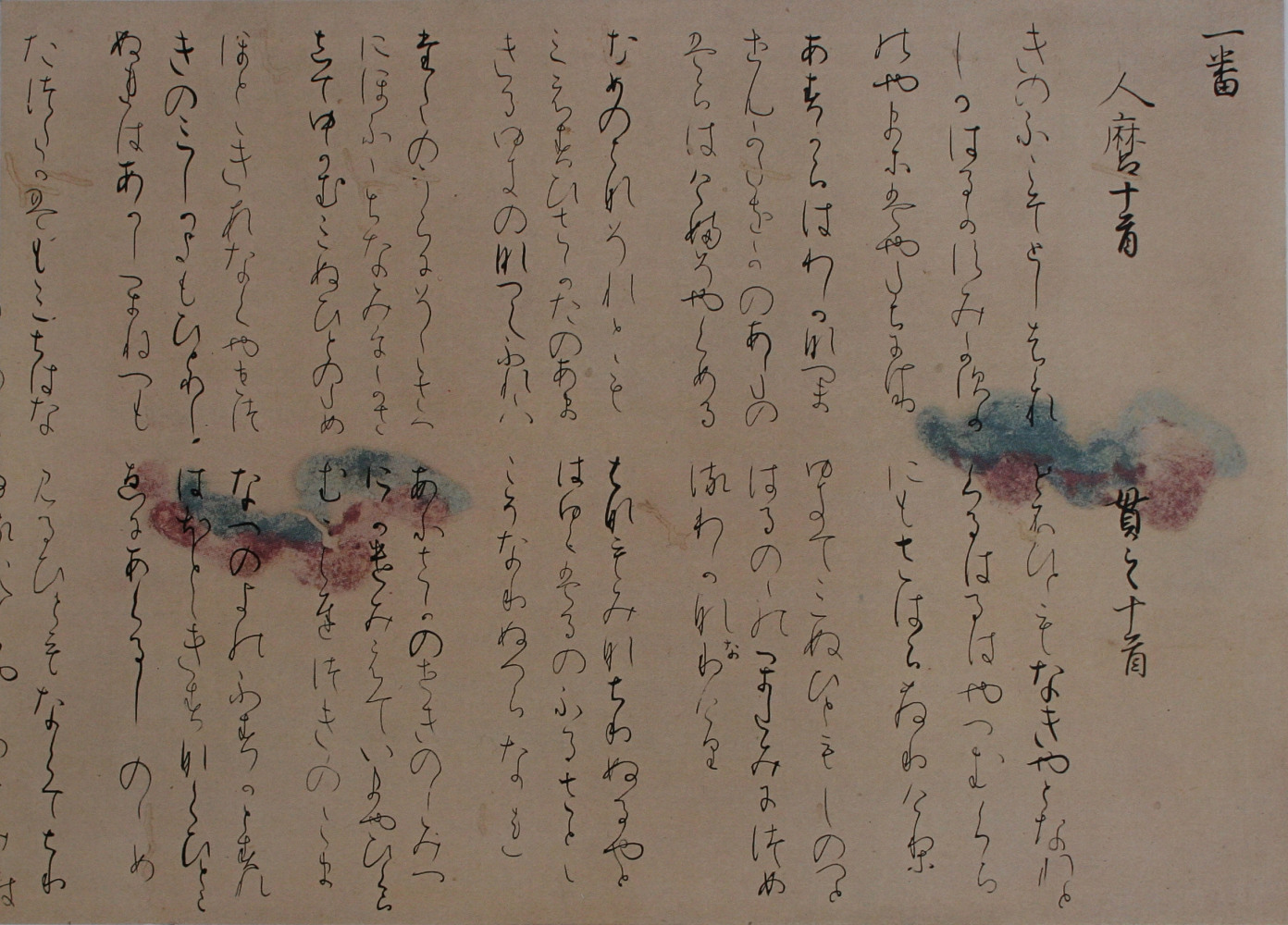
歌仙歌合（巻頭）

歌仙歌合（かせんうたあわせ）は、藤原公任原撰・具平親王改撰と推定される三十人撰の唯一の古写本。巻子本、1巻。書写年代は11世紀中頃か。伝称筆者は藤原行成。国宝。和泉市久保惣記念美術館蔵。

## 概要
柿本人麻呂から平安中期頃までに活躍した歌人30人を番えた秀歌集で、時代不同歌合の形式を取る。計130首。
巻子本、1巻。外題内題共になし。料紙は紫と藍の飛び雲を漉き込んだ鳥の子で、縦26.2cm、横44.6cmの紙を9枚継ぐ。上下二段書きで和歌を番えるという特異な形式をもつ。1首3行書きで、判や判詞はない。冒頭「一番」とあるが、二番以後の番数を欠く。
おおぶりな飛び雲は名家家集切、伝宗尊親王筆本深窓秘抄、伝忠家筆本和歌体十種に類似する。また書風も高野切第一種や深窓秘抄の系統であり、時代的に近い作品だと考えられる。

## 名称
この写本は1927年に売り出された時、和歌集巻の名で目録に掲載された。また古筆了佐による行成筆との鑑識語から行成歌巻とも呼ばれていた。しかし、1938年、当時の国宝保存法に基づき国宝（旧国宝、文化財保護法における「重要文化財」に相当）に指定される際に歌仙歌合と命名され、以後その名が定着する。1952年に文化財保護法に基づく国宝（新国宝）に指定された際もこの名称が踏襲された。
それと前後して、この歌集が藤原公任撰の前十五番歌合や三十六人撰に連なるもので、三十人撰と呼ぶべき歌集であることが明らかにされ、国文学の分野では、この秀歌集を三十人撰と呼ぶ。すなわち、この写本はいわゆる三十人撰の唯一の写本であるにもかかわらず歌仙歌合という名がついており、少し紛らわしい。
また歌仙歌合という言葉自体、歌合形式の歌仙秀歌集という意味での普通名詞として使われることがあり注意を要する。

## 歌人
上段の歌人/下段の歌人
- 柿本人麻呂/紀貫之
- 凡河内躬恒/伊勢
- 遍昭/在原業平
- 大伴家持/素性
- 藤原兼輔/藤原朝忠
- 藤原敦忠/源公忠
- 藤原敏行/紀友則
- 壬生忠岑/源重之
- 藤原興風/源信明
- 藤原清正/源順
- 清原深養父/小野小町
- 坂上是則/清原元輔
- 小大君/藤原仲文
- 大中臣能宣/壬生忠見
- 平兼盛/中務

このうち深養父・小町が2首ずつ、人麻呂・貫之・躬恒・伊勢・兼盛・中務は10首ずつで、他は3首の合計130首。
前十五番歌合と比べると、藤原元真・菅原輔昭・斎宮女御・藤原道綱母・儀同三司母・山部赤人が外れ、家持・敦忠・敏行・興風・信明・深養父が入る。
三十六人撰になると、深養父のみが外れ、赤人・元真・斎宮女御に猿丸大夫・藤原高光・大中臣頼基・源宗于が加わる。

## 識語
法皇大井御行九詠倭哥序 貫之
冬日おほゐかはにあそひてみつのほとりの紅葉をもてあそふうたの序 順
この序ふたつはしにあるへきなりしかれともおなしうたあはせのいまひとまきあれはことさらにかゝぬなりおなしことなれとひとのつかひもかはりたりいらぬうたもかすあまたあれはこゝろ／＼にかきたるなりこれは六条のみやの本とそいふめる
すなわち
- 転写した親本は六条宮（具平親王）の本
- 冒頭の貫之序、源順序は省いた
  - 貫之序は大井川行幸和歌序
  - 順序は不詳
- 同じ歌合がもう1巻ある（公任撰本？）
- その2巻は、歌人の番や撰歌などに違いがある
- 転写の際に手を加えている

よって、三十人撰の本は少なくとも公任撰本？・具平親王改撰本・歌仙歌合の3本存在していたことになる。

## 三十人撰
前十五番歌合、十首歌合、三十人撰、三十六人撰の関係については次のように考えられている。
公任が前十五番歌合を編んだ時に、貫之を一番左方、人麻呂を十五番の左方に配し、貫之を人麻呂の上においた。そのため人麻呂を評価する具平親王との優劣論争となり、それぞれが選んだ秀歌十首ずつを出しあい番えたところ、人麻呂の勝となった（十首歌合。散逸）。その結果を受け、公任は前十五番歌合を発展させて三十人撰を撰び（散逸）、具平親王はそれを改撰した（歌仙歌合）。後に、公任は三十人撰を改訂し三十六人撰を完成させたと見られている。
三十六人歌仙伝
匡房卿記曰。三十六人歌合事起者。公任大納言語後中書王云。古今歌仙之中。貫之爲第一。中書王云。不如人麿云云。仍亜相撰出貫之秀歌十首合之。七首人丸勝。三首者貫之
袋草紙
朗詠の江注に云はく、四条大納言、六条宮に談ぜされて云はく、「貫之は歌仙なり」と。宮曰はく、「人丸には及ぶべからず」と。納言曰はく、「然るべからず」と。ここに秀歌十首を書きて、後日に合はせらる。八首は人丸勝ち、一首は貫之勝つ。「この歌持なり」と云々。なつのよのふすかとすれば子規。この事より起りて卅六人撰の出来せるか。件の撰不審有り。いはゆる、深養父・元方・千里・定文等、これに入らず。この人々、あに頼基・仲文・元真等の類に劣らんや。
後拾遺抄注（顕昭）
大納言公任朝臣、ミゾヂアマリムツノウタ人ヲヌキイデヽ、カレガタヘナルウタモヽチアマリイソヂヲカキイダシ
是ハ三十六人撰也。（中略）抑此三十六人ノオコリハ、匡房卿曰、四条大納言、六条宮被談云「貫之歌仙也。」宮曰「不可及人丸。」納言曰「不可然。」爰書各秀歌十首、後日被合。八首人丸勝、一首持、一首貫之勝。件歌ハ、
ナツノヨノフスカトスレバホトヽギスナクヒトコヱニアクルシノヽメ古今
人丸負歌ハ、
ホトヽギスナクヤサツキノミジカヨモヒトリシヌレバアカシカネツモ萬葉並拾遺
此事ヨリオコリテ出来事歟。六人十首、三十人三首之条不審歟。又此中頼基、元真少秀歌。深養父、康秀、千里、元方、貞文等多秀歌類之由、先達等疑是歟。